# Мануйлов, Сергей Иванович
Сергей Иванович Мануйлов — советский и российский тренер высшей категории по лёгкой атлетике. Заслуженный тренер России. Заслуженный работник физической культуры Российской Федерации (2003). Кандидат педагогических наук.

## Биография
В 1978 году Мануйлов окончил Барнаульский государственный педагогический институт. Затем остался работать в нём ассистентом на кафедре спортивных дисциплин. В 1983 году он окончил аспирантуру Московского областного педагогического института им. Н. К. Крупской, и вернулся на работу старшим преподавателем в Барнаульский пединститут. В 1984 году стал доцентом и заведующим кафедрой спортивных дисциплин. С 2005 по 2013 год занимал должность декана факультета физической культуры. Автор учебного пособия «Возрастное развитие быстроты движений и её совершенствование у юных легкоатлетов».
В настоящее время является тренером паралимпийской сборной России по спринтерскому бегу и тренером-преподавателем в Алтайском училище олимпийского резерва.
В течение своей тренерской карьеры Мануйлов подготовил 4 заслуженных мастеров спорта, 1 мастера спорта международного класса, 12 мастеров спорта России, среди его воспитанников:
- Артём Логинов — чемпион Паралимпийских игр 2012 года, двукратный чемпион мира МПК (2011, 2013)[6],
- Андрей Коптев — чемпион Паралимпийских игр 2012 года, двукратный чемпион мира МПК (2011, 2013),
- Сергей Петриченко — чемпион Паралимпийских игр 2012 года (спортсмен-ведущий)[7],
- Егор Шаров — серебряный призёр Паралимпийских игр 2012 года, трёхкратный чемпион мира МПК (2013, 2015),
- Артём Аплачкин — чемпион России 2013 года по марафону[8],
- Евгений Кунц — чемпион Европы по кроссу 2014 года в командном первенстве[9].

## Награды и звания
- Заслуженный тренер России
- Заслуженный работник физической культуры Российской Федерации (2003)[10].
- Медаль Алтайского края «За заслуги перед обществом» (2012)[11].
- Медаль ордена «За заслуги перед Отечеством» II степени (2013)[12][13].
- Лучший тренер Алтайского края 2013 года[14].
- Медаль Алтайского края «За заслуги во имя созидания» (14 сентября 2021) — за активное участие в спортивной жизни Алтайского края, подготовку спортсменов — участников XVI летних Паралимпийских игр 2020 года в Токио (Япония)